# S.S. Akragas Città dei Templi
Società Sportiva Akragas Città dei Templi, thường được gọi là SS Akragas, là một câu lạc bộ bóng đá Ý có trụ sở tại Agrigento, Sicily. Câu lạc bộ được thành lập vào năm 1929. Chủ tịch câu lạc bộ Silvio Alessi tuyên bố vào ngày 13 tháng 7 năm 2018, rằng đội đã không đăng ký cho mùa giải sắp tới của Serie D, và đã bị xuống hạng, và câu lạc bộ đã giải thể.

## Lịch sử

### Thành lập
Nguồn gốc của câu lạc bộ được biết là đã chơi từ ít nhất là đầu những năm 1930 với tên Associazione Calcio Agrigento. Câu lạc bộ đã thành công vừa phải trong các bộ phận thấp của bóng đá Ý; đội đã tiến xa hơn giải Sicilia khu vực tới Serie C lần đầu tiên trong mùa giải 1939- 1940.
Vào cuối những năm 1940, AC Agrigento đã xuống hạng, cạnh tranh trong giải đấu Promozione Sicily; sự suy giảm của họ hoàn toàn được thiết lập vào năm 1952 khi câu lạc bộ trở nên không còn tồn tại do những khó khăn tài chính.

### Hồi sinh với tên Akragas
Sau khi đóng cửa câu lạc bộ trước đó, Akragas đã được tân trang lại và một đội mới được thành lập bởi chủ tịch Enzo Lauretta trong năm 1952. Câu lạc bộ được đổi tên thành Unione Sportiva Akragas, thay vì sử dụng tên phiên bản tiếng Ý, câu lạc bộ tỏ lòng tôn kính với gốc rễ Magna Graecia của thành phố. Một nhân vật đáng chú ý trong bóng đá Sicilia, Carmelo Di Bella được đưa vào vị trí huấn luyện viên đầu tiên của câu lạc bộ, trong khi Gaspare Gallo là đội trưởng đầu tiên. Để thu hút sự chú ý của những người ủng hộ Agrigento không còn tồn tại, Akragas đã thay đổi màu sắc, từ bỏ màu tím và lấy màu trắng và xanh của Agrigento.
Trong mùa giải 2013, Akragas bỏ lỡ cơ hội thăng hạng Lega Pro để ủng hộ Savoia, nhưng tiếp tục đạt được điều này trong mùa giải tiếp theo bằng chiến thắng tại bảng I của giải đấu Serie D. Họ bắt đầu chơi ở Lega Pro sau mùa giải 2015-16.
Chủ tịch câu lạc bộ Silvio Alessi tuyên bố vào ngày 13 tháng 7 năm 2018, rằng đội đã không đăng ký cho mùa giải sắp tới của Serie D, mà nó đã bị xuống hạng, và câu lạc bộ đã được đưa vào thanh lý.

## Màu sắc và huy hiệu
Đội chơi trong một bộ sọc trắng xanh nhạt.

## Danh dự
Serie C2:
- Á quân (1): 1982-83

Serie D:
- Chiến thắng (3): 1980–81; 1991–92; 2014–15
- Á quân (2): 1958–59; 2013–14

Eccellenza Sicily:
- Chiến thắng (1): 2012-13

Promozione Sicily:
- Chiến thắng (3): 1956-57; 1977-78

Prima Cargetoria Sicily:
- Á quân (1): 1952-53